# بو اسونسون (بازیکن فوتبال)
بو اسونسون (دانمارکی: Bo Svensson؛ زادهٔ ۴ اوت ۱۹۷۹) بازیکن سابق و مربی فوتبال اهل دانمارک است.
از باشگاه‌هایی که در آن بازی کرده‌است می‌توان به باشگاه فوتبال کپنهاگن، باشگاه فوتبال ماینتس ۰۵، و باشگاه فوتبال بروسیا مونشن‌گلادباخ اشاره کرد.
وی همچنین در تیم‌های ملی فوتبال زیر ۲۱ سال دانمارک و دانمارک بازی کرده‌است.